# Hello! Morning
《Hello! Morning》（ハロー!モーニング。）是日本東京電視台於2000年4月9日至2007年4月1日期間，逢星期日上午11時30分（日本時間）播放有關早安家族的電視節目，常被人簡稱為（Haromoni）以及《HM》。該節目台灣播映權是由國興衛視取得，國興衛視譯為《新早安少女組》。
這節目以“早安少女組。”為固定班底，有時也會邀請早安家族裡的其他成員，以及其他名人嘉賓參與節目。
節目旁白一開始由青柳秀侑擔任(2000年4月9日至2001年9月30日)，後來由知名聲優諏訪部順一接手至節目收掉(2001年10月7日至2007年4月1日)。
起初節目頗受歡迎，收視率也達4至5%左右；但其後因早安少女組的人氣下降，收視率也慢慢減少，最低跌至1%左右。至2007年4月8日起，節目改以新名稱《Haromoni@》（ハロモニ@）重新推出，並縮短每集播放時間至半小時，以及換上新旁白池田昌子。在台灣地區，國興衛視只播出Hello! Morning，並未播出Haromoni@